# Barbourula kalimantanensis
Barbourula kalimantanensis е вид жаба от семейство Бумкови (Bombinatoridae). Видът е застрашен от изчезване.

## Разпространение
Разпространен е в Индонезия (Калимантан).

## Описание
Популацията на вида е намаляваща.